# Cameron (Terminator)
Cameron é uma das principais personagens fictícias da série televisiva Terminator: The Sarah Connor Chronicles, que é um spin-off da série de filmes The Terminator. Cameron apareceu pela primeira vez no episódio piloto como um modelo desconhecido de Exterminador — um tipo de androide criado como um soldado e assassino, cujo esqueleto é recoberto por tecido vivo.
A ciborgue é representada pela atriz Summer Glau, que por este papel venceu a categoria de Melhor Atriz Coadjuvante em Televisão no Prêmio Saturno de 2008.
Embora inicialmente referida como Cameron Phillips, o sobrenome foi usado apenas no episódio piloto. Desde então, ela geralmente se coloca como irmã de John Connor e, portanto, usa qualquer sobrenome que está sendo usado pelos Connor na época. Na primeira temporada, é usado também o sobrenome Baum, em homenagem para L. Frank Baum, autor do romance infantil The Wonderful Wizard of Oz que Sarah costumava ler para John quando ele era menino.
Cameron é uma "Exterminadora classe TOK715" (a primeira instância da palavra "Classe"; Exterminadores são geralmente categorizados por "Série" e/ou "Modelo"); uma ciborgue do futuro apocalíptico descrita na linha do tempo do universo de Terminator, em que um programa de computador autoconsciente, Skynet, lança destruição nuclear e conduz uma guerra contra uma rebelião conduzida por John Connor. O modelo de template do tecido vivo de Cameron foi baseado em Allison Young, uma lutadora da resistência humana próxima de John Connor; isto permitiu que a Skynet substituísse Allison numa tentativa de infiltrar o acampamento de John. Cameron é a ciborgue mais realista ainda encontrada, com programação detalhada do comportamento social.
No episódio piloto, Cameron é enviada por John do futuro ao ano 1999 para proteger ele e sua mãe, e se possível para impedir a criação da Skynet. O papel de Cameron é de guardiã de John, bem como o personagem de Arnold Schwarzenegger no segundo e terceiro filme da série Terminator.

## História
Cameron foi nomeada em homenagem ao criador da franquia de filmes Terminator James Cameron, cujo conceito do personagem original Terminator foi referenciado pelo criador da série, Josh Friedman como ele criou o personagem. James Cameron previu Exterminadores como robôs, unidades de infiltração humanóides "que poderiam misturar-se com a humanidade". Em consonância com essa ideia, Friedman apresenta o seu personagem como o modelo mais avançado de Exterminador do Futuro, cuja ascendência sobre outros modelos foi definido pela sua capacidade para imitar o comportamento humano. A decisão de fazer o personagem parece ser uma fêmea adolescente com uma pequena estatura física também foi influenciado pela ideia de James Cameron infiltrado. De acordo com a consultoria do produtor James Middleton, "Exterminadores - e esta é a partir de [James] Cameron visão da mitologia - na verdade infiltrados. Se for esse o caso, então o melhor agente infiltrado do que uma bela garota petite adolescente?"

## Cameron e John Connor
Cameron aparenta ser uma ciborgue assustadora para os desconhecidos, mas não para John. Ela demonstra afeto por ele em vários momentos da série. Quando John encontra outra garota, Riley, Cameron mostra-se enciumada. John também demonstra amor por ela, quando Derek fala "Um dia, um negócio desse vai te matar", John responde que "Não esse chip".